# Comté de Miner
Pour les articles homonymes, voir Miner.
Le comté de Miner est un comté situé dans l'État du Dakota du Sud, aux États-Unis. En 2010, sa population est de 2 389 habitants. Son siège est Howard.

## Histoire
Créé en 1873, le comté est nommé en l'honneur d'Ephraim et Nelson Miner, deux membres de la législature du territoire du Dakota.

## Villes du comté
- Cities :
  - Carthage
  - Howard
- Towns :
  - Canova
  - Vilas
- Census-designated places :
  - Fedora
  - Roswell

## Démographie
Selon l'American Community Survey, en 2010, 98,30 % de la population âgée de plus de 5 ans déclare parler l'anglais à la maison, 0,78 % l'espagnol et 0,92 % une autre langue.
| 1880 | 1890  | 1900  | 1910  | 1920  | 1930  |
| ---- | ----- | ----- | ----- | ----- | ----- |
| 363  | 5 165 | 5 864 | 7 661 | 8 560 | 8 376 |

| 1940  | 1950  | 1960  | 1970  | 1980  | 1990  |
| ----- | ----- | ----- | ----- | ----- | ----- |
| 6 836 | 6 268 | 5 398 | 4 454 | 3 739 | 3 272 |

| 2000  | 2010  | - | - | - | - |
| ----- | ----- | - | - | - | - |
| 2 884 | 2 389 | - | - | - | - |